# Mister Cartoon
Marcos Machado, más conocido como marcos, mark, cartoon o Mister Cartoon , es un artista del tatuaje y grafiti de origen mexicano; reside en la ciudad de Los Ángeles, California. 
Desde muy temprana edad se dio cuenta de que tenía habilidades para el dibujo y se fue a trabajar en un estudio a los doce años. Habiendo crecido en la zona del puerto del Condado de Los Ángeles, comenzó con la aerografía, antes de adoptar el Fineline Style, un arte del tatuaje que se desarrolló en el sistema penitenciario de California. A menudo se le nombra como uno de los artistas más respetados del tatuaje.
También posee su propio estudio, una tienda de tatuajes y de ropa llamada Joker Brand Clothing. Tiene la particularidad de hacer tatuajes sin color y trabaja sobre cualquier tipo de superficies y objetos, tales como relojes, carros, camisetas, entre otros.

## Trabajos
Machado ha trabajado para artistas y personalidades ampliamente reconocidas en el medio artístico y deportivo como Eminem, Beyoncé, Kobe Bryant, Snoop Dogg, Justin Timberlake, Lewis Hamilton, entre muchos otros.
Además de los tatuajes, la obra de Machado ha sido utilizada por Nike, Toyota, T-Mobile, MetroPCS y en Grand Theft Auto. Sus trabajos también aparecen en editoriales importantes como la revista Rolling Stone, el periódico The Wall Street Journal, en GQ, entre otros.
El precio de sus trabajos va desde los 100 hasta 20 000 dólares.
El equipo de Rockstar Games trabajó con Cartoon para que les explicase los aspectos culturales y filosóficos de los tatuajes que se vivían entre pandillas durante los años 1990.[88] Además, Cartoon fue el encargado de realizar la fuente de letra para el videojuego Grand Theft Auto: San Andreas.

## Filmografía
- 2003: Scarface: Origins of a Hip Hop Classic
- 2004: The Drop
- 2006: Stussy's World Tour
- 2007: Hustla's Ball
- 2011: Art in the Streets y Outside In: The Story of Art in the Streets
- 2012: The DUB Magazine Project
- 2013: Tattoo Nation, GGN: Snoop Dogg's Double G News Network y How I Rock It
- 2015: NWA & Eazy-E: Kings of Compton y As I AM: The Life and Times of DJ AM